# Didemnum roseum
Didemnum roseum är en sjöpungsart som beskrevs av Sars 1851. Didemnum roseum ingår i släktet Didemnum och familjen Didemnidae. Inga underarter finns listade i Catalogue of Life.